# Bălan (Sălaj)
Bălan (en húngaro: Almásbalázsháza) es una comuna ubicada en el distrito de Sălaj, Rumania.

## Superficie
Posee una superficie de 94,70 kilómetros cuadrados.

## Demografía
Hasta 2021 la población era de 3660 habitantes, con una densidad de población de 38,65 habitantes por kilómetro cuadrado.